# NGC 748
NGC 748 (również PGC 7259) – galaktyka spiralna (Sb), znajdująca się w gwiazdozbiorze Wieloryba. Odkrył ją William Herschel 20 września 1784 roku.